# StarCraft II: Legacy of the Void
StarCraft II: Legacy of the Void (traducido como Legado del vacío) es la tercera y última expansión de StarCraft II desarrollada por Blizzard Entertainment, su lanzamiento fue el 10 de noviembre de 2015.
La expansión incluye unidades extras y cambios en el modo multijugador en comparación con Heart of the Swarm, así como una campaña de continuación que se centrará en la raza de los Protoss. La campaña se centra en Artanis como su principal personaje. Blizzard lanzó sus pruebas de beta del juego el 31 de marzo de 2015, las que se cerraron el 2 de noviembre de 2015, a una semana del lanzamiento del juego completo.
La preventa del juego fue anunciada y habilitada para su adquisición en Battle.net el 15 de julio de 2015. Al reservar el juego, se accede inmediatamente a la beta de multijugador y a un set de 3 misiones prólogo tituladas Susurros del Olvido, las que también se habilitaron para todos los jugadores a partir de la actualización 3.0 de StarCraft II: Heart of the Swarm el 6 de octubre de 2015.

## Características
La campaña de un solo jugador contiene elementos de diplomacia. El jugador trabajará con distintas tribus Protoss que les ayudará a ganar aliados y avanzar en la trama, pero al mismo tiempo a enemistarse con otras tribus. Usar unidades por un lado puede excluir usar unidades del otro, y enemistarse con una u otra tribu puede desviar al jugador de parte de la campaña. La meta final de la campaña es unir a las distintas tribus en una fuerza única y posible que pueda asegurar la supervivencia de los Protoss. Así como en los dos juegos anteriores, que se centraban en Jim Raynor y Sarah Kerrigan respectivamente, este juego se centra en Artanis.

## Argumento

### Antecedentes
Los Protoss se encontraban siendo exterminados sistemáticamente y fueron desapareciendo de la era absoluta, incluso antes de la Gran Guerra. Los Protoss van siendo interceptados uno por uno, y su civilización comienza a caer a pedazos, lo que obliga a un líder a salvarlos de la destrucción.
El jugador toma el papel de Artanis, líder de la misteriosa raza protoss. Años atrás, su mundo natal, Aiur, cayó en manos del despiadado Enjambre zerg. Con el pasar del tiempo, Artanis por fin ha conseguido crear una poderosa flota de naves de guerra conocida como la Armada Dorada, y está preparado para recuperar su mundo. Sin embargo, un mal ancestral —Amon— amenaza con destruir su destino y el de toda la galaxia.
Por otro lado, pero por ello no ajeno a todo lo demás, Zeratul se encuentra persiguiendo profecías con miras a salvar el futuro. Sus esfuerzos rinden frutos y aparentemente da con una solución la cual necesita del artefacto Xel'Naga que los Terran utilizaron para devolver a Kerrigan a su forma humana. Zeratul intenta hacérselo saber a Artanis, quien hace oídos sordos y sigue con su plan de reconquistar Aiur. 

### La advertencia de Zeratul
La reconquista parece marchar positivamente para Artanis y su Armada Dorada, pero Zeratul le advierte que las fuerzas de los Zerg parecen estar coordinadas y no atacan al azar, como se esperaba de un enjambre sin líder. Artanis toma en consideración este detalle y procede con más cautela, pero la suerte ya estaba echada: en plena campaña sobre la superficie, Amón se manifiesta en Aiur y corrompe el Khala, el vínculo psíquico que une a todos los Protoss, controlándolos a través de la ira y haciendo que sus fuerzas peleen entre sí. Zeratul se da cuenta de esto ya que él y sus hermanos Templarios Oscuros no están unidos al Khala. Temiendo lo peor, acude en ayuda de Artanis a quien encuentra luchando contra la influencia de Amon. Zeratul le dice a Artanis que la única manera de librarlo de la corrupción de Amón es cortando las terminaciones nerviosas que le unen al colectivo, a lo cual Artanis accede, pero no antes de ser poseído por el mismísimo Dios Oscuro y de que comiencen a luchar.
Zeratul no es rival para un Artanis (Amón) con poderes aumentados por la corrupción, por lo que decide sacrificarse en un lance final. Artanis vence, pero sus terminaciones nerviosas son cortadas por la Cuchilla del Vacío de Zeratul, liberándolo del control de Amon. Dueño de sí mismo otra vez, Artanis se da cuenta de que no tiene tiempo para lamentar la muerte de su amigo y consejero, la invasión es un fracaso y por ende llama a la retirada de todas las fuerzas Protoss sobre Aiur, luego de jurar a la memoria de Zeratul que seguiría con su plan original: viajar a Korhal y pedirle a James Raynor le devuelva el artefacto Xel'Naga.

### La unión de los protoss
Este artefacto le terminará recuperando de las manos de la organización Moebius quienes atacan Khoral poco después de la caída del régimen de Arcturus. Una vez con el artefacto recuperado Artanis llevará a cabo una política con una serie de cambios en la que pretenderá la unificación de las distintas facciones que componen su raza para así asegurar su supervivencia frente al Xel'Naga caído. Buscará la ayuda ,así como los ayudará a estos, a los Nerazim, liderados por su matriarca Vorazún (hija de Raszagal, la legendaria Matriarca de los Nerazim, antes de su hija). También buscará una alianza en los Tal'darim quienes serán liderados por Alarak (a quién Artanis ayudará a encabezarlos). Y no por último y menos importante a los purificadores quienes resultan una facción protoss que se reveló en el pasado contra el cónclave debido a que eran tratados como simples instrumentos o robots puesto que en esencia son eso pero suelen ser una copia de los conocimientos y vivencias que llevara un hábil guerrero protoss en el pasado. Caso de fénix el cual se verá reencarnado en uno de estos purificadores y volverá a reencontrarse con su amigo y compañero Artanis (aunque más tarde se dará cuenta de lo que es y aceptará seguir viviendo como otro protoss y no como una copia de Fénix, así hasta el punto de querer elegir su propio nombre). 
Una vez reunidas todas sus fuerzas, Artanis buscará a los Xel'Naga. Esta búsqueda será apoyada por Sarah Kerrigan como la Reina de Espadas. Dará con ellos en su tierra, en el mundo de uldan donde encontrará un templo el cual accederá a su interior con la ayuda de kerrigan pero solo conseguirá ver que están todos muertos. 
Finalmente Artanis volverá a Aiur para oponerse a Amón, el cual está tratando por todas las formas de materializarse sobre el cuerpo de un híbrido, plan que será evitado por Artanis y sus compatriotas para además, finalmente, usar el artefacto Xel'Naga que recibió de los terran y así poder detener a Amón y mandarlo de vuelta al vacío.

### Epílogo: En el Vacío
Finalmente y a modo de epílogo podremos ver el final de toda la saga en el cual nuestros héroes de las 3 facciones viajarán al vacío guiados por la voz de Tassadar quien será oído por Kerrigan. Este resulta estar capturado en el vacío por Narud quien será derrotado por las 3 facciones, protoss, zerg y terran. Finalmente los líderes de ambas facciones encontrarán a Tassadar quien resultaba ser un Xel'Naga. Este era el que guiaba a Zeratul a la hora de buscar profecías y soluciones a la catástrofe que se avecinaba. El Xel'Naga les hace entender de que la vía para su salvación es ni más ni menos que la ex-terran y actual líder del enjambre zerg, Sarah Kerrigan, conocida como la reina de espadas. El Xel'Naga pide que ésta asimile su esencia como Zerg que es y por lo tanto se transformará en una criatura superior capaz de derrotar a Amon, básicamente un dios. Esta criatura tendrá una apariencia divina, de color dorado y alas de fuego. 
Para concluir, las 3 facciones, acompañarán a Sarah en su lucha contra Amón, el cual resultará vencido y exterminado del vacío, para nunca más volver. 
En el final se verá como todos conviven en armonía: 
- Todas las facciones protoss conviven juntas a excepción de los Taldarim quienes no aceptaron a Artanis como su líder.
- Los zerg, liderados por Zagara, se dedican a recuperar Char y sus mundos periféricos por la fuerza.
- Los terran disfrutan de un gobierno liderado por Valerian Mengsk junto a Matthew Horner, un gobierno justo y no corrupto como se esperaba que debía de suceder con los hijos de Korhal a la caída de la confederación.

Como final abierto a distintas opiniones, se da a entender que Sarah Kerrigan se deshace de sus poderes de diosa y los utiliza para llevar la vida a un planeta inhóspito. El final de sus días los pasará con Jim Raynor del cual lo último que se llega a saber es que deja su placa de Marshall en el bar de Joey Rays.

## Multijugador
Hay nuevas funciones multijugador tales como:

### Torneos sin restricciones (Competiciones diarias)
Se tratara de luchar contra jugadores de todo el mundo en torneos sin restricciones que se juegan una vez por día y a una hora específica. Las inscripciones están abiertas para los jugadores de todos los niveles.

### Modo arconte (Una base controlada por dos jugadores)
El jugador y un aliado podréis compartir el control de una única base para luchar contra dos enemigos en modo multijugador.

### Comandantes aliados (Cooperación basada en objetivos)
Consiste en batallas con un aliado en una experiencia cooperativa. Se escoge al comandante de una raza y se combate en diferentes escenarios con objetivos dinámicos y al estilo de una campaña individual. El jugador debe subir a su comandante de nivel para obtener nuevas unidades, habilidades y opciones personalizadas para tu ejército.

## Nuevas unidades
Se han introducido nuevas unidades al igual que en sus anteriores entregas:

### Terran
- Ciclón: Vehículo ideal de largo alcance para atacar un oponente a la vez, con un daño focalizado que aumenta el alcance contra un enemigo durante un tiempo considerable.
- Liberador (anunciado posteriormente):[12] Gran unidad aérea de alto coste que causa un gran daño de área contra los enemigos aéreos. No está hecho para combatir fuerzas terrestres, aunque sí pueden lanzar ráfagas contra unidades de superficie (si esta en modo inmóvil), nunca estructuras.

### Zerg
- Devastador/merodeador: Unidad de Brood War que regresa a Legacy. Es capaz de enterrarse en el suelo y levantar espigas que destruirán a cualquier unidad enemiga que este en su radio de ataque.

- Acechador/asolador: Unidad de artillería.

### Protoss
- Adepta: Unidad que usa una imagen de sí misma para teletransportarse después en la ubicación de su imagen (Transferencia psiónica). Sólo puede atacar unidades terrestres.
- Disruptor: Ideal para dañar múltiples enemigos al mismo tiempo.

## Modificaciones
Se han hecho importantes cambios con algunas unidades ya existentes en Heart of the Swarm de cada raza del juego, las cuales se describirán a continuación.

### Terran
- Banshee: Tendrá una mejora de velocidad, denominada 'rotores de hipervuelo'.
- Merodeador: Tendrá el doble de cantidad de ataques, con la mitad de daño causado.
- Cuervo: Se reducirá en un 89% el tiempo de duración del Dron de defensa puntual (de 180 a 20 segundos).
- Crucero de batalla: Se podrá teletransportar a cualquier punto del mapa con la habilidad 'Salto táctico'.
- Torreta de misiles: Sólo se requirirá una Barrack, y ya no una Engineering Bay.

### Zerg
- Cucaracha: Siempre se podrán mover cuando estén enterradas (se eliminará la investigación 'Garras excavadoras')
- Corruptor: Con la habilidad 'Rocío causico', esta unidad podrá infligir daño que aumenta con el tiempo a estructuras.
- Huésped del Enjambre: Cambiarán su costo(de 200M-100 G a 100M-200G), su consumo de suministros (de 3 a 4) y su velocidad (de 2.25 a 2.95). Requerirá la habilidad 'Enterrar'. Puede liberar Langostas sin estar enterrado. Las Langostas deberán engendrarse manualmente, habiéndose aumentado el tiempo de espera (de 25 a 60 segundos).
- Langosta: Se cambiará la velocidad y la duración. Ahora podrán volar con 'Langostas voladoras'.
- Víbora: Tendrá la habilidad 'Bomba parasitaria', la cual infligirá daño prolongado a una unidad aérea.

### Protoss
- Núcleo de la Nave Nodriza: Se aumentará con el tiempo el rango de la Distorsión.
- Inmortal: Podrá activar la habilidad 'Barrera' que lo protegerá por corto tiempo.
- Oráculo: Su habilidad 'Revelación' revelará unidades 'invisibles'. Contará con 'Guarda de éstasis', que invocará una trampa que inmovilizará a los enemigos.
- Tempestad: Contará con 'Desintegración', la cual utilizará para infligir daño prolongado a un enemigo.
- Portanaves: Se reducirá el tiempo de producción, y contará con 'Desplegar Interceptores', donde podrá enviar a sus Interceptores a atacar a un objetivo fijo.

## Personajes
El juego tendrá once personajes, que son los más importantes:

### Protoss
- Artanis
- Zeratul
- Rohana
- Karax
- Vorazún
- Alarak
- Fénix (en forma de purificador)

### Zerg
- Kerrigan
- Zagara
- Alexei Stukov (infestado)

### Terran
- Jim Raynor
- Valerian Mengsk
- Matt Horner

### Xel'Naga
- Amón
- Narud
- Ouros

## Susurros del Olvido
El 16 de junio de 2015 en la E3, Blizzard anunció la realización de un prólogo a Legacy of the Void titulado Susurros del Olvido, consistiendo en 3 misiones. El prólogo originalmente estaba disponible para todo aquel que reserve su copia del juego. Sin embargo, después de la actualización del 6 de octubre de 2015 para Heart of the Swarm, se habilitó para todos los jugadores de forma gratuita. La intención de la miniserie es la de conectar la línea argumental entre Heart of the Swarm y Legacy of the Void.

## Recepción
El juego fue valorado muy positivamente. El ejemplo está en que Metacritic le dio un 88/100 basándose en 59 reseñas.

## Premios
| Año  | Premio                                 | Categoría                                                 | Resultado | Ref    |
| ---- | -------------------------------------- | --------------------------------------------------------- | --------- | ------ |
| 2016 | Premios Golden Joystick                | Juego Competitivo del Año                                 | Nominado  | [ 21 ] |
| 2016 | Academy of Interactive Arts & Sciences | Logro Excepcional en la Composición Original de la Música | Nominado  | [ 22 ] |
| 2016 | Motion Picture Sound Editors           | Mejor Edición de Sonido                                   | Nominado  | [ 23 ] |
| 2016 | GameStar                               | Mejor Juego de Estrategia 2015/2016                       | Ganador   | [ 24 ] |